# 卡爾卡西
卡爾卡西是哥倫比亞的城鎮，位於該國東北部，由桑坦德省負責管轄，距離首府布卡拉曼加190公里，始建於1770年，面積248平方公里，海拔高度2,167米，2005年人口5,073，人口密度每平方公里20.46人。
6°38′N 72°38′W / 6.633°N 72.633°W